# Мадам Тутли-Путли
«Мадам Тутли-Путли» (фр. Madame Tutli-Putli) — канадский короткометражный кукольный мультипликационный фильм режиссёров Криса Лависа и Мацека Щербовски. В 2008 году картина была номинирована на премию «Оскар» в категории «Лучший анимационный короткометражный фильм», а также на главный приз Международного фестиваля анимационных фильмов в Анси годом ранее.
Премьера фильма состоялась 19 мая 2007 года на 46-й «Неделе критики» Каннского кинофестиваля.

## Сюжет
Мадам Тутли-Путли стоит на перроне в ожидании поезда вместе с огромным количеством своих вещей, которые занимают значительную его часть. Маленькая моль кружится вокруг неё и, вскоре после этого, прибывает поезд.
В следующей сцене Тутли-Путли показана уже сидящей у окна в переполненном вещами купе. Напротив неё сидит мужчина, который делает ей неприличные намёки и в котором она узнала когда-то молодого теннисиста. Рядом с ним сидят мальчик читающий книгу и спящий пожилой мужчина. На верхних полках друг напротив друга прямо в чемоданах сидят двое мужчин. Они сосредоточено смотрят на лежащие перед ними шахматы, но как только кто-нибудь из них собирается сделать свой ход, поезд сильно дёргается и все шахматы перемешиваются в совершенно новом порядке. Так эта игра продолжается до тех пор, пока шахматы не подбросит таким образом, что один из них выигрывает.
Когда наступает ночь поезд неожиданно останавливается посреди леса. Мадам Тутли-Путли сильно пугается, когда кто-то вдруг прыгает на крышу вагона прямо над её купе, в это же время поезд трогается. Несколько позже трое человек, уже спустившиеся с крыши, в грязной обуви идут по коридору вагона и вставляют шланг с зелёным газом в одну из труб под днищем вагона через открытый ими люк. Этот газ начинает поступать в купе и мадам засыпает.
Когда мадам Тутли-Путли просыпается, то видит, что она теперь одна в пустом купе, все её вещи и попутчики исчезли, а поезд всё ещё продолжает своё движение. Её посещает видение, в котором проникшие в поезд вырезают органы из брюшной полости теннисиста. Опомнившись, она выбегает из купе и бежит из вагона в вагон, пока не падает на пол, добежав до вагона-ресторана. Вдруг мадам снова замечает моль, летающую в вагоне, она идёт за ней по проходу до тех пор, пока не сливается с ярким светом, в котором она сама становится похожа на летающее существо.

## Производство
Картина стала режиссёрским дебютом для Лэвиса и Щербовски. Для её создания было позаимствовано множество различных клише из работ Хичкока, а также из других фильмов и книг. Кроме того, они общались с персоналом поездов, которые рассказывали им самые разные истории. Работа над фильмом длилась пять лет: с 2002 по 2007 год.
Впервые в истории анимационного фильма глаза кукол были «живыми». Это было сделано за счёт использования новаторской техники анимации художником Джеймсом Уолкером, который занимался созданием визуальных эффектов для фильма.